# امبوهیماندراس، فارافانگنا
امبوهیماندراس، فارافانگنا (به لاتین: Ambohimandroso, Farafangana) یک سکونتگاه مسکونی در ماداگاسکار است که در آتسیمو-آتسینانانا واقع شده‌است.

## خصوصیات
امبوهیماندراس ۱۰٬۰۰۰ نفر جمعیت دارد.